# Shelby D. Hunt
Shelby D. Hunt (* 5. Juli 1939 in East Prairie, Missouri; † 12. Juli 2022 in Lubbock, Texas) war ein US-amerikanischer Organisationstheoretiker und Professor für Marketing an der Texas Tech University. Er ist bekannt für seine Beiträge zur Wettbewerbstheorie und zur Ressourcentheorie.
Hunt studierte ursprünglich Maschinenbau an der Ohio University und schloss 1962 mit einem Bachelor of Science ab. Er erhielt 1968 seinen PhD von der Michigan State University.
Er arbeitete als technischer Vertriebsmitarbeiter für „Hercules Plastics Inc“. Danach begann er 1969 seine akademische Laufbahn an der University of Wisconsin-Madison
Von 1974 bis 1980 leitete er die Marketingabteilung. Später nahm er eine akademische Stelle an der Graduiertenschule der Texas Tech University an.
Von 1984 bis 1987 war er Herausgeber des Journal of Marketing.
Hunt ist Autor Dutzender Bücher und mehr als 150 Artikel und gehörte zu den 250 meistzitierten Autoren in den Wirtschaftswissenschaften